# Dennis Gentenaar
Dennis Gentenaar (wym. [ˈdɛ.nɪs ˈɣɛn.tə.ˌnaːr]; ur. 30 września 1975 w Nijmegen) – holenderski piłkarz grający na pozycji bramkarza.

## Życiorys
Gentenaar rozpoczynał karierę w amatorskim klubie ZOW, pochodzącym z jego rodzinnej miejscowości Nijmegen. Następnie przeszedł do NEC Nijmegen i 26 listopada 1995 zadebiutował w Eredivisie w przegranym 0:5 meczu z PSV Eindhoven. Przez kolejne lata Gentenaar jednak był zaledwie drugim bramkarzem i przez 5 sezonów zagrał zaledwie w 9 ligowych meczach. Dopiero w sezonie 2000/2001 wskoczył do pierwszego składu i do końca sezonu 2004/2005 był bezsprzecznie pierwszym bramkarzem NEC. Nie osiągnął jednak z tym zespołem większych sukcesów, poza występem w Pucharze UEFA (zagrał m.in. w meczach z Wisłą Kraków w sezonie 2003/2004).
Latem 2005 Gentenaar za 150 tysięcy euro przeszedł do Borussii Dortmund. Do zespołu ściągnął go jego rodak, Bert van Marwijk, ale od początku sezonu Gentenaar był zaledwie rezerwowym dla Romana Wiedenfellera. Dopiero w końcówce sezonu Weidenfeller doznał kontuzji i Gentenaar wskoczył na jego miejsce. Dennis w Bundeslidze zadebiutował w 24. kolejce, 4 marca 2006 w zremisowanym 1:1 meczu z 1. FSV Mainz 05. Łącznie zagrał w 10 meczach i zajął z Borussią 7. miejsce w lidze.
Latem 2006 Gentenaar na zasadzie wolnego transferu przeszedł do Ajaksu Amsterdam, gdzie miał spełniać funkcję rezerwowego dla Maartena Stekelenburga. W Ajaksie zadebiutował 27 grudnia w wygranym 2:0 meczu z Rodą Kerkrade. Jako rezerwowy został wicemistrzem oraz zdobył Puchar Holandii.
8 czerwca 2009 Gentenaar odszedł do VVV Venlo. Z nową drużyną podpisał 2-letnią umowę. W sezonie 2012/2013 grał w Almere City. W 2013 wrócił do NEC. W 2014 zakończył karierę.
| Sezon   | Klub              | Kraj     | Rozgrywki      | Mecze | Bramki |
| ------- | ----------------- | -------- | -------------- | ----- | ------ |
| 1995/96 | NEC Nijmegen      | Holandia | Eredivisie     | 2     | 0      |
| 1996/97 | NEC Nijmegen      | Holandia | Eredivisie     | 0     | 0      |
| 1997/98 | NEC Nijmegen      | Holandia | Eredivisie     | 0     | 0      |
| 1998/99 | NEC Nijmegen      | Holandia | Eredivisie     | 7     | 0      |
| 1999/00 | NEC Nijmegen      | Holandia | Eredivisie     | 0     | 0      |
| 2000/01 | NEC Nijmegen      | Holandia | Eredivisie     | 29    | 0      |
| 2001/02 | NEC Nijmegen      | Holandia | Eredivisie     | 30    | 0      |
| 2002/03 | NEC Nijmegen      | Holandia | Eredivisie     | 34    | 0      |
| 2003/04 | NEC Nijmegen      | Holandia | Eredivisie     | 34    | 0      |
| 2004/05 | NEC Nijmegen      | Holandia | Eredivisie     | 34    | 0      |
| 2005/06 | Borussia Dortmund | Niemcy   | Bundesliga     | 10    | 0      |
| 2006/07 | AFC Ajax          | Holandia | Eredivisie     | 2     | 0      |
| 2007/08 | AFC Ajax          | Holandia | Eredivisie     | 5     | 0      |
| 2008/09 | AFC Ajax          | Holandia | Eredivisie     | 0     | 0      |
| 2009/10 | VVV Venlo         | Holandia | Eredivisie     | 7     | 0      |
| 2010/11 | VVV Venlo         | Holandia | Eredivisie     | 19    | 0      |
| 2011/12 | VVV Venlo         | Holandia | Eredivisie     | 24    | 0      |
| 2012/13 | Almere City       | Holandia | Eerste divisie | 25    | 0      |
| 2013/14 | NEC Nijmegen      | Holandia | Eredivisie     | 6     | 0      |